# Чурковская
Чурковская — опустевшая деревня в Вельском районе Архангельской области. Входит в состав Благовещенского сельского поселения. В деревне находится филиал Вельского краеведческого музея — «Алёшкин дом». Родовой дом маляров-отходников Петровских. 

## История
Указана в «Списке населённых мест по сведениям 1859 года» в составе Шенкурского уезда Архангельской губернии под номером «1993» как «Чурковская(Чирковская)». Насчитывала 16 дворов, 61 жителя мужского пола и 57 женского.
В «Списке населенных мест Архангельской губернии на 1 мая 1922 года» в деревне уже 24 двора, 107 мужчин и 110 женщин.

## География
Чурковская расположена на юге Архангельской области, приравненным к районам Крайнего Севера, и находится на правом берегу реки Ваги (приток Северной Двины) к северо-западу от села Благовещенское.
Часовой пояс
Чурковская, как и вся Архангельская область, находится в часовой зоне МСК (московское время). Смещение применяемого времени относительно UTC составляет +3:00.

## Население
| 2002 | 2010 | 2012 | 2014 |
| ---- | ---- | ---- | ---- |
| 0    | →0   | →0   | →0   |